# Een denkbeeldige reis naar de Faeröer
Een denkbeeldige reis naar de Faeröer (Deens: En Fantasirejse till Færøerne) is een compositie van de Deense componist Carl Nielsen. Het is een rapsodische ouverture gecomponeerd voor symfonieorkest. Het werk is geschreven naar aanleiding van een bezoek van een delegatie van de Faeröer aan Kopenhagen, die daarbij het Koninklijk Theater aldaar aandeed.
Het werk bestaat uit slechts één deel, maar door de rapsodische opzet uit diverse secties. Het werk begint met de nadering van de Faeröer. Dit is een uiterst zachte passage in slagwerk, contrabassen en celli. In de tweede sectie voegen de houtblazers zich in het geheel. De hoorn zet het belangrijkste thema in. De muziek doet daarbij sterk denken aan de negende symfonie van Antonín Dvořák, gedragen en nostalgisch. Het thema wordt herhaald door het orkest. Er volgt een kleine generale rust, alvorens het slagwerk een nogal chaotisch fragment inluidt; het kan zowel staan voor een feestelijk onthaal of storm op zee. De hoorn komt terug met het ingedikte thema, dat leidt naar een rustige finale.

## Samenstelling orkest
- 3 dwarsfluiten, 2 hobo's, 2 klarinetten, 2 fagotten
- 4 hoorns, 3 trompetten, 3 trombones, 1 tuba
- pauken, slagwerk (2 spelers)
- strijkers

## Bron en discografie
- Uitgave Dacapo, Deens Radio Symfonieorkest o.l.v. Thomas Dausgaard